# Rouzbeh Cheshmi
Roozbeh Cheshmi (persisch روزبه چشمی; * 24. Juli 1993 in Teheran) ist ein iranischer Fußballspieler.

## Karriere

### Klub
In seiner Jugend spielte er beim FC Persepolis und wurde von der dortigen U19 im Sommer 2011 für 1½ Jahre in die U21 von Moghavemat Teheran verliehen. Nach seiner Rückkehr stieß er Anfang Dezember 2012 fest in die erste Mannschaft von Persepolis vor. Hier verblieb er bis zum Ende der Saison 2012/13 und schloss sich anschließend Saba Qom an. Im Sommer 2015 folgte dann ein weiter Wechsel zu Esteghlal Teheran, wo er anschließend über einige Jahre aktiv war. Nach einem kleinen Abstecher von Oktober 2020 bis Oktober 2021 nach Katar zum Umm-Salal SC spielt er seitdem wieder bei Esteghlal Teheran.

### Nationalmannschaft
Sein erster bekannter Einsatz für die iranische Nationalmannschaft war ein 0:0 gegen Südkorea, während der Qualifikation für die Weltmeisterschaft 2018. Nach der erfolgreichen Qualifikation war er auch hier Teil des Kaders der Mannschaft bei der Endrunde und wurde letztendlich bei dem Gruppenspiel gegen Marokko eingesetzt.
Sein nächstes Turnier war die Asienmeisterschaft 2019, hier absolvierte er auch sein bis dato letztes Spiel im Viertelfinale bei einem 3:0-Sieg über die Chinesische Volksrepublik.